# Gerrhonotus
Las lagartijas caimán (Gerrhonotus) son un género de lagartos de la familia Anguidae, llamados así por sus escamas, que recuerdan a las de un caimán.

## Especies
- Gerrhonotus farri Bryson & Graham, 2010.[1]
- Gerrhonotus infernalis Baird, 1859.
- Gerrhonotus liocephalus Wiegmann, 1828.
- Gerrhonotus mccoyi García-Vázquez, Contreras-Arquieta, Trujano-Ortega & Nieto-Montes de Oca, 2018[2]
- Gerrhonotus occidentalis Nieto-Montes de Oca, Wiens & Garcia Vazquez, 2025[3]
- Gerrhonotus ophiurus Cope, 1867.
- Gerrhonotus parvus Knight & Scudday, 1985.
- Gerrhonotus rhombifer Peters, 1876.

En 2021 el Dr. Christopher Blair y colaboradores reclasificaron a Gerrhonotus lugoi (McCoy, 1970) y Gerrhonotus lazcanoi Banda-Leal, Nevarez- De los reyes & Bryson, 2017 en el género  Desertum, debido a que no se encontraban cercanamente emparentados a otras especies de Gerrhonotus.